# Битва під Фолкерком (1298)
Битва під Фолкерком (англ. Battle of Falkirk, ірл. Blàr na h-Eaglaise Brice) — велика битва між військами шотландців під проводом Вільяма Воллеса та англійців, що відбулась 22 липня 1298 року поблизу шотландського міста Фолкерка під час Першої війни за незалежність Шотландії. Англійському королю Едуарду I вдалось завдати поразки шотландській армії, однак остаточно зламати опір Шотландії йому не вдалось.

## Передісторія
Король Едуард I проводив кампанію проти французів у Фландрії, коли дізнався про поразку своєї північної армії у битві на Стерлінгському мості. Після укладення перемир'я з Філіпом IV Едуард повернувся у березні 1298 року до Англії та почав негайно збирати армію для другого вторгнення в Шотландію. Одним з перших кроків було перенесення уряду в Йорк, де він мав лишатись наступні шість років. На квітневій військовій раді, куди було запрошено усіх шотландських вельмож, в деталях було обговорено всі подробиці майбутньої кампанії. Усупереч сподіванням короля не з'явився жоден з шотландських аристократів, яких тут же було оголошено зрадниками. Едуард наказав військам збиратись 25 червня у Роксбурзі. Англійські війська налічували 12 тисяч піхотинців, включаючи валлійських стрільців та 2 тисячі вершників. На початку липня війська рушили на північ. Вільям Воллес не гаяв часу: використовуючи тактику спаленої землі, він позбавив англійців, що наступали, продовольства, заманюючи їх вглиб малонаселених і ворожих земель. Коли армія дісталась центру Шотландії, солдати були на межі фізичного виснаження. Коли армія стала табором поблизу Единбурга, валлійці, чий бойовий дух був украй низьким, вчинили п'яний бунт, придушений кіннотою. 80 валлійців було вбито. Едуард був близьким до ганебного відступу. Безпосередньо перед тим, як він був готовий віддати наказ про відступ, до нього потрапили відомості, що Воллес розташувався з армією поблизу Фолкерка за 30 миль від англійського табору, готовий у будь-який момент атакувати англійців, що відступають.

## Перебіг битви

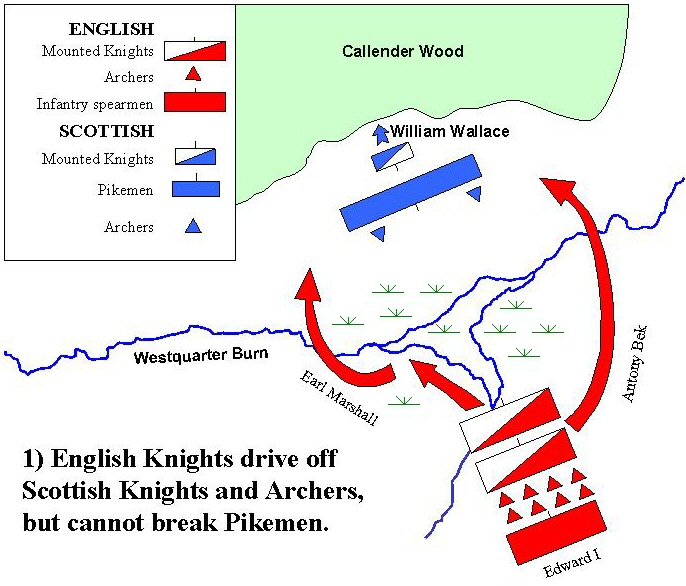
Початковий етап битви.
Англійські лицарі прориваються крізь шотландських лицарів та лучників, але їх зупиняють списоносці

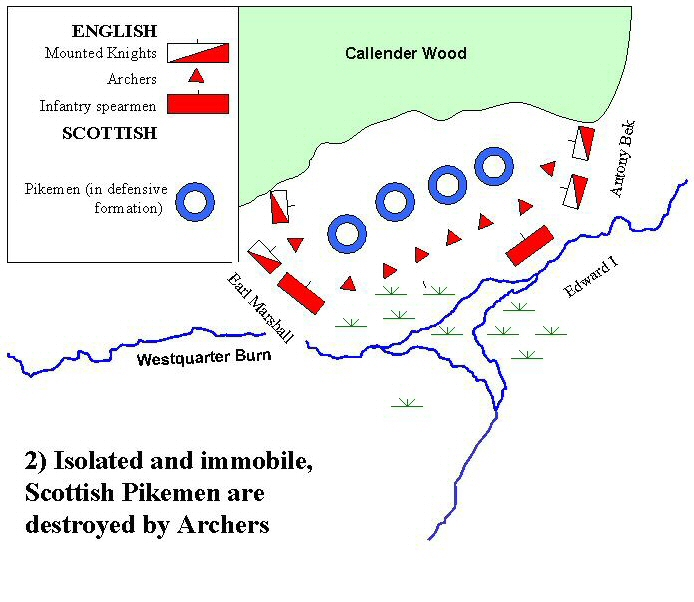
Завершальний етап битви.
Ізольованих та нерухомих шотландських списоносців розстрілюють англійські лучники

Армія шотландців, що складалась, в основному, з піхоти, озброєної списами, як і в битві на Стерлінгському мості, вишикувалась чотирма крупними загонами, відомими як «schiltrons» (шилтрони). Що напевне являли собою ці schiltrons — невідомо; ймовірно, це було шикування піхоти, озброєної довгими списами й укріплене вбитими кілками. Проміжки було заповнено стрільцями, озброєними важкими луками. Шилтрони були невразливими для кавалерії супротивника. В ар'єргарді розташовувався загін важко озброєних вершників з числа шотландської знаті, зокрема, клану Коміна.
У вівторок 22 липня англійська кіннота, що рухалась чотирма загонами, наздогнала супротивника. Король взяв на себе командування центром англійської армії. Побачивши супротивника, англійська кіннота негайно кинулась в атаку, однак через невеличке болото, що було перед шотландськими рядами, вона була змушена зробити гак, обійшовши болото з західного боку, й тільки потім врізалась в позиції правого флангу шотландців. Єпископ Даремський Ентоні Бек, який командував правим флангом англійців, намагався стримати своїх воїнів від передчасного вступу в бій, щоб дати можливість королю вишикувати війська перед битвою, однак під тиском нетерплячих і пихатих лицарів він був змушений почати атаку. Кіннота єпископа оминула болото зі східного боку і накинулась на праве крило шотландців.
Воїни шилтронів зімкнули ряди, зав'язалась битва. У критичний момент шотландська дворянська кіннота зрадила Воллеса й залишила поле бою. Піші стрільці та списоносці залишились без прикриття кавалерії. Шотландські лучники, що залишились стояти на місці, були швидко знищені, однак воїни шилтронів міцно тримали оборону. Лицарі, які недооцінили оборонні можливості шотландського бойового порядку, гинули на шотландських кілках і списах. Король прибув на місце бою вже тоді, коли кіннота, що зазнала значних втрат, була у повному безладі. Однак королю вдалось швидко відновити дисципліну й організувати відступ кавалерії. Слідом за цим він вирішив використати тактику, яку було успішно застосовано англійцями у битвах з валлійськими списоносцями.
До бою з шотландцями вступила англійська піхота. У битві, що зав'язалась шотландці швидко відчули свою перевагу й почали відтісняти англійських піхотинців. Однак шилтрони мали й беззаперечний недолік: зайнявши статичну оборонну позицію, вони не могли маневрувати на полі бою й були ізольованими один від одного. Англійські лучники відкрили вогонь по шотландцях. Нездатні сховатись від убивчого вогню чи кинутись в атаку, воїни шилтронів швидко гинули від англійських стріл та гвинтів. Шотландські ряди швидко змішались. Невдовзі шотландці почали втечу, й до бою стала англійська кіннота, яка завершила справу. У битві загинуло безліч знатних шотландців. Ті, хто вижив, переховувались у найближчому лісі, де переслідування втікачів ставало великою проблемою для переможців. Незважаючи на розгром шотландців, перемога далась англійцям надто дорого: на полі бою залишилось 2000 англійських воїнів.

## Наслідки
Це одна з перших битв, виграних лучниками, та яка показала можливість протистояння піхоти лицарській кінноті. Вона багато в чому визначила зміни військової тактики англійських королів і стала провісником перемог у битвах під Кресі, Пуатьє та Азенкурі.